# Axpe Marzana
Axpe-Marzana és un poble de 238 habitants del municipi d'Atxondo (al territori de Biscaia, País Basc), del qual forma part des del 1962. Forma part de la comarca del Duranguesat. Es troba a 300 metres sobre el nivell del mar, a la falda del pic Alluitz, de 1040 metres d'altura.

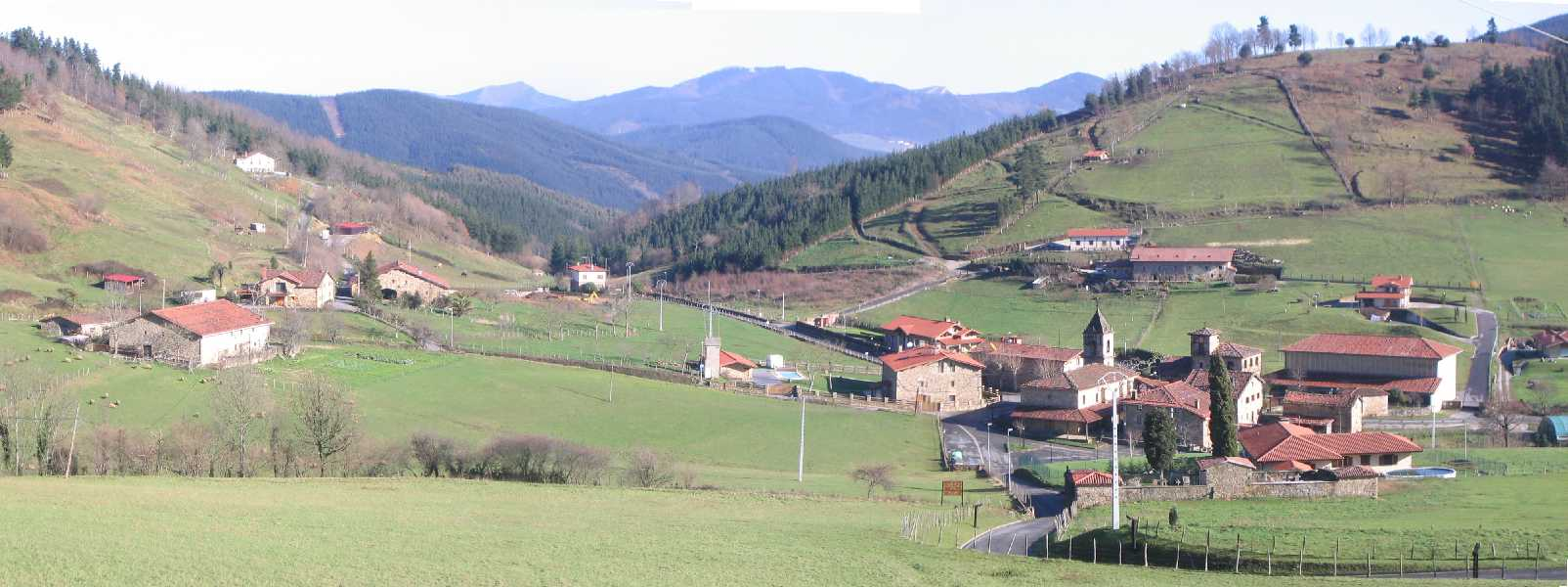
Vista general d'Axpe